# Texas Stadium
Texas Stadium var et stadion i Dallas i Texas, USA. Det var indtil december 2008 hjemmebane for NFL-klubben Dallas Cowboys. De er nu rykket til det nye Cowboys Stadium. Texas Stadium har plads til 65.675 tilskuere. Det blev indviet 24. oktober 1971, hvor det erstattede Cowboys gamle hjemmebane Cotton Bowl. 
D. 11 April 2010 blev Texas Stadium revet ned for at gøre plads til et nyt motorvejsbyggeri. 